# Wiewiórki, West Pomeranian Voivodeship
Wiewiórki [vʲɛˈvʲurkʲi] là một ngôi làng thuộc khu hành chính của Gmina Barlinek, thuộc quận Myślibórz, West Pomeranian Voivodeship, ở phía tây bắc Ba Lan. Nó nằm khoảng 8 kilômét (5 mi) về phía tây của Barlinek, 17 km (11 mi) phía đông bắc Myślibórz và 59 km (37 mi) về phía đông nam của thủ đô khu vực Szczecin.